# Celerena evitans
Celerena evitans là một loài bướm đêm trong họ Geometridae.